# Aleppói offenzíva (2016. október–november)
A 2016. október–novemberi aleppói offenzíva, a Hódító Hadsereg megnevezése szerint a "Hős Mártír Abu Omar Saraqib csatája", a szíriai felkelő erők által 2016. október végén Aleppó nyugati szélén indított hadműveletre utal, melyet a szír kormány és támogatói seregei ellen indítottak. Az offenzíva fő célja az volt, hogy miután hadsereg által indított nyári hadjáratban elvágták az összes utánpótlási útvonalat, újakat építsenek ki, melyek összeköttetést biztosítanak a várossal.
A felkelők a hadműveletet "minden csata anyjának" vagy "aleppói nagy csatának" hívták, és azt mondták róla, lehet, ez dönti el a háború kimenetelét.
A kezdeti sikerek után a felkelők előretörése lelassult, majd állóharcba csapott át. November közepére a hadsereg visszaszerezte az összes, addig abban az offenzívában illetve a korábbi felkelői offenzíva során elvesztett területet.

## Az offenzíva

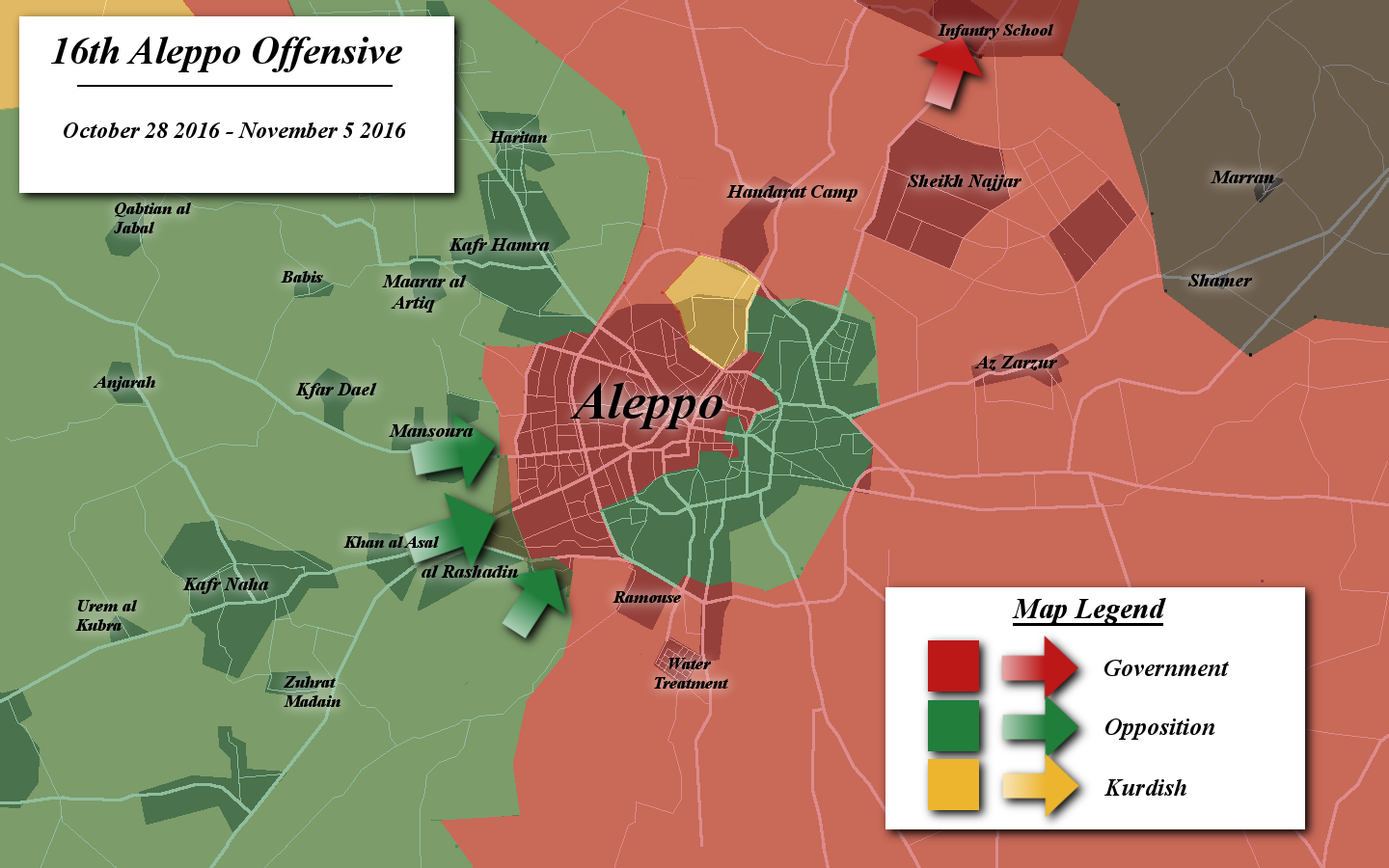
A felkelői offenzíva térképen

Október 28-án az Aleppón kívül lévő felkelők több mint 150 lövést adtak le – leginkább BM–21 Grad rakétákkal – Aleppó nyugati részére és az Aleppói Nemzetközi Repülőtérre. Eközben több mint 15 polgári lakost megöltek, és legalább 100-at megsebesítettek. Miután a felkelők három öngyilkos autóbombát felrobbantottak, bejelentették, hogy offenzívát indítottak a város ellen. Az autók közül az egyik egy olyan tank volt, melyet a Jabhat Fateh al-Sham egyik francia öngyilkos robbantója vezetett. A jelentések szerint a Hadsereg 2 vagy 4 további autóbombát megsemmisített.
A felkelők tankokkal, páncélozott csapatszállítókkal, buldózerekkel, teherautókkal és motorkerékpárokkal közeledtek a város felé. Az offenzívára a frontvonal mintegy 15 km-es szakasza mentén került sor. Az öngyilkos merénylők nyugati szélen történt támadása után a felkelők elfoglalták a Minyan Sawmills, Al-Surah ellenőrző pontot, a Kartongyárat és Dahiyat Al-Assad kerület nagy részét, miközben a kormány seregei visszavonultak a terület keleti felére, így őket nem rohanták le.
Ezzel párhuzamosan a felkelők egyik támadását az 1070-es Lakóprojekt területén visszaverték, miközben a felkelők egyik tankját megsemmisítették, a Hadsereg pedig ismét megjelent a Lakóprojekt területének északkeleti részén. Szintén visszaverték a felkelők támadását a közeli 300-as Lakóprojektnél és az északnyugati Zahra kerületben.
Összességében az offenzíva kezdetekor nyolc autóbombát robbantottak fel, közülük többet távirányítással. Este a Hadsereg a város nyugati részén a felkelők több támaszpontja ellen is föld-föld rakétákat lőtt ki.
Másnap a kormányerők ellentámadást indítottak a Minyan Ipari Körzet és a Dahiyat Al-Assad kerület ellen. Harcokról szóló hírek érkeztek az 1070-es Lakóprojekt környékéről is. Később a felkelők elkezdték lőni a Hamdaniyah kerületet, mellyel egy újabb támadást készítettek elő. Röviddel később egy öngyilkos merénylő autóbombája robbant fel Zahra kerület közelében. A Zahra elleni támadást azonnal visszaverték, miközben a kormány Dahiyat Al-Assad területén több ellenőrző pontot is visszafoglalt, ahol a nap folyamán a második autóbomba felrobbant. Estére azonban a felkelők elfoglalták a Minyan lakókerületet.
A következő két nap macska-egér harcot vívtak egymással a felek és október 31-én a kerületet a két ellenség fele-fele arányban birtokolta.
Eközben a hadsereg újabb ellentámadást indított Dahiyat Al-Assad ellen. A felkelő a saját támadásuk helyszínéül Újaleppó kerületet nézték ki. Ezen felül két öngyilkos merénylő az autóbombáját az 1070-es és 3000-es Lakóprojektnél robbantotta fel. A 300-as Lakóprojektnél folyó harcokban megsemmisítették a felkelők egy technicalját. A harcok során a hírek szerint a felkelők klórgázzal lőtték Hamdaniyah kerület egyik lakóövezetét. Ebben egy polgári lakos meghalt, 15 pedig megsérült. Ezt a felkelők csapatai visszautasították, és azt mondták, maga a kormány vetett be mérgező gázt a frontvonal egyik pontjánál. Végül a felkelők támadását a 300-as Lakóprojektnél és a közeli katonai létesítménynél visszaverték.
Október 31-re a kormány heves ellenállása miatt a felkelők előretörése lelassult, és a kormány csapatai vették át a kezdeményezést. Három nappal az offenzíva kitörése után a felkelők kezén volt a Minyan Ipari kerület, a Dahiyat Al-Assad kerület túlnyomó része és a Minyan lakókerület fele. A frontvonal megmerevedett, és patthelyzet alakult ki. Az offenzíva megindítása óta a felkelők 12 autóbombát használtak fel.
November 3-án a felkelők megindították támadásuk második szakaszát, mely során három öngyilkos robbantotta fel magát az Újaleppó nyugati résén fekvő katonai bázisnál és Minyan kerületben, hogy így adjanak újabb lendületet az első nap után leült offenzívának. Megpróbáltak előre törni és több posztot is elfoglalni. A felkelők lőtték a 3000-es Lakóprojektet és az Al-Assad Katonai Akadémiát is. Az összecsapások alatt a felkelők egy újabb tankja semmisült meg. as well as two Army anti-tank positions. Azonban ennek ellenére sem tudtak betörni Újaleppó területére, és a támadásukat visszaverték.

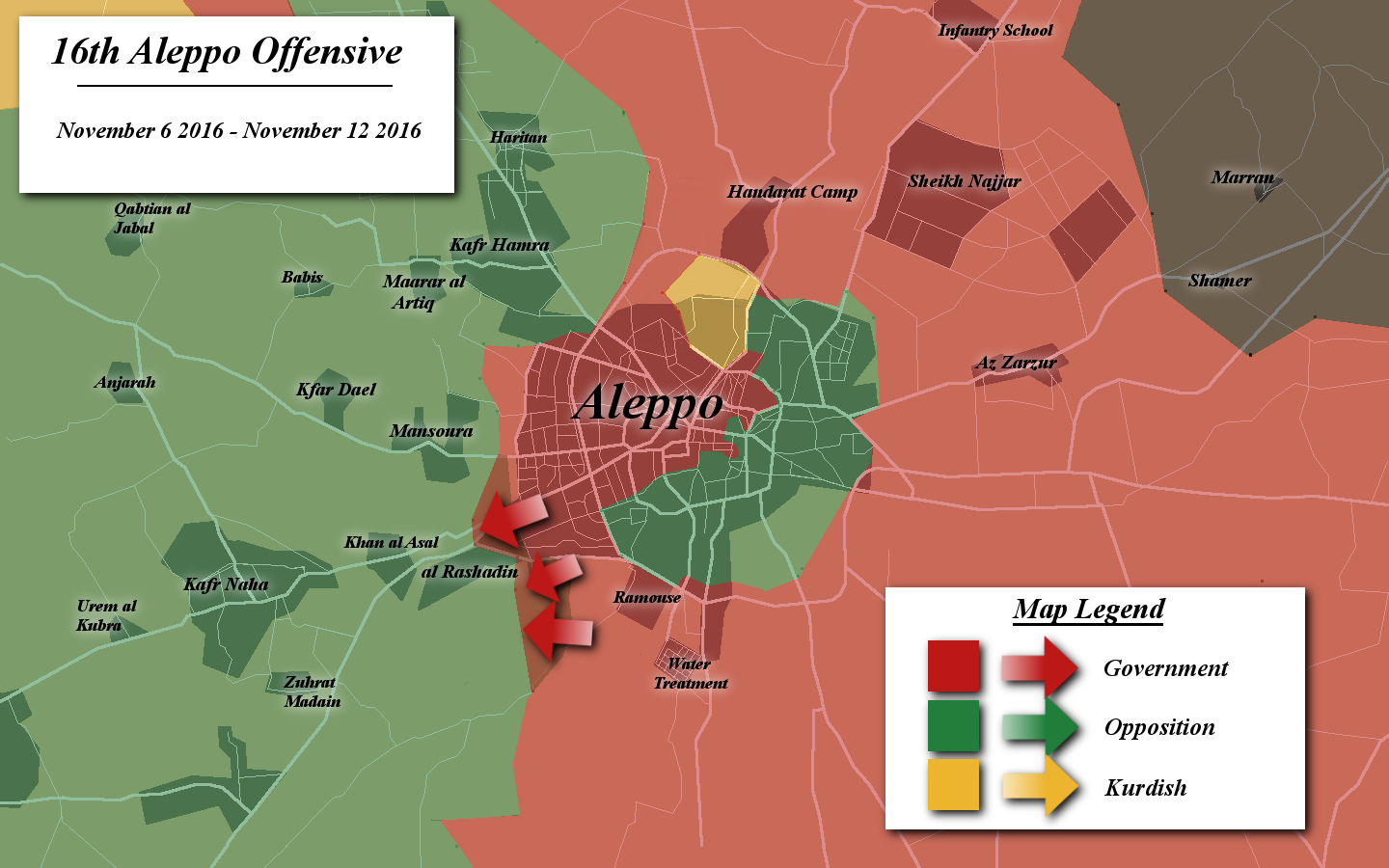
A kormány ellentámadása térképen

November 6-án a Hadsereg speciális egységei és a Hezbollah milicistái ellentámadást indítottak Alepó délnyugati szélénél, és területeket foglaltak el az Al-Mutha hegy környékén és az 1070-es Lakóprojektnél. Másnap a kormányerők áttörték a felkelők első védvonalát a Tal Rakhem hegyen, és előre nyomultak. Eközben az 1070-es Lakóprojektnél hat épületet megszereztek. Később a seregek tovább haladtak, és tüzérségi ellenőrzés alá vették a közeli al-Hikmah iskolát.
November 8-án a kormány seregei teljes egészében elfoglalták az 1070-es Lakóprojektet, valamint három környékbeli hegyet. A felkelők ezen felül kivonultak az al-Hikmah iskolából, hogy a Rashiddeen 5 Külvárosban újjászerveződjenek, de a Hadsereg a heves tüzelés miatt nem érte még el az iskolát. Később a kormány nagyobb támadást indított Dahiyat Al-Assad és Minyan kerületek belsejében, és így Minyant visszafoglalta, és a jelentések szerint sikerrel jártak Dahiyat Al-Assadban is. Éjszaka a felkelők visszafoglalták Minyan nyugati felét. Másnap a kormány elfoglalta a stratégiai Hikmah iskolát, és megerősítette jelenlétét a Hikmah területen, miközben először nyomultak előre Aleppó délnyugati részén Rashiddeen 5 és Aqrab irányába. Később a kormány csapatai első alkalommal támadták meg Aleppó délnyugati részén a Rashiddeen 5 és Aqrab kerület területét.
November 10-én a kormány csapatai Dahiyat Al-Assad kerület felét visszafoglalták, többek között a Tudományos Akadémiát és a közeli templomot is. A kerület nyugati felében tovább folytak az erőszakos összecsapások a kormány és a felkelők katonái között, melyek központja a Sourah és a Shair ellenőrző pontok voltak. Másnap a kormány visszaszerezte az összes területet, melyet korábban Dahiyat Al-Assadban elveszített, Hamarosan egy újabb támadást indított a hadsereg, és újabb területeket foglalt el. A felkelők erősítést kaptak, hogy így talán meg tudják állítani a hadsereg előretörését. Ezalatt a hadsereg – miután áttörte a felkelők utolsó frontvonalát is – teljesen visszafoglalta a Minyan lakóövezetet. Ezután a hadsereg tovább folytatta a támadását, ostrom alá vette a közeli Minyan Fűrészmalmot és a Kartongyárat. Az utóbbit be is vette. A fűrészmalomnál és a Gumibarakkoknál további harcok voltak, Estére a kormány visszafoglalta Dahiyat Al-Assad kerület egészét.
November 12-én a Hadsereg megtámadta és elfoglalta a Dahiyat Al-Assad területtől nyugatra emelkedő Sourah ellenőrző pontot, így már Souq Al-Jabas terület északi peremére tudtak koncentrálni. Megerősítették a Minyan ipari park védelmét is, előtte pedig elfoglalták a Fűrészmalmot. Ekkorra a ormány már minden olyan területet visszaszerzett, melyet a felkelők ezen offenzívájában illetve a nyári hadműveleteiben elveszített.

## Következmények
A kormányerők sikeres hadműveleteit követően az Aleppó keleti felében lévő felkelőknek 24 órát adtak, hogy megadják magukat, vagy pedig a Hadsereg teljes offenzívába kezd keleti városrészben a felkelők kezén lévő területek visszaszerzésére.
A támadások után állítólag élelmiszert és gyógyászati eszközöket raboltak el a YPG által ellenőrzött Sheikh Maqsood területéről a felkelők kezén lévő Kelet-Aleppóba.

## Nemzetközi reakciók
Az Amnesty International azt mondta: „a fegyveres ellenzéki csoportok megdöbbentő mértékben nem vették figyelembe az emberi életet, ”olyan fegyvereket vetettek be, melyek használata sűrűn lakott polgári területeken ellentétes a nemzetközi humanitárius joggal”. A szervezete felszólította a felkelői csoportokat, hogy „hagyjanak fel minden olyan támadással, nem nem tesz különbséget katonai és polgári célpontok között.”
Az ENSZ szíriai küldötte, Staffan de Mistura kifejtette, hogy „meghökkentette és sokkolta” az Aleppóban lévő polgárok elleni támadások nyoma, mellyel ott találkozott.